# Branden på Electrolux 1936

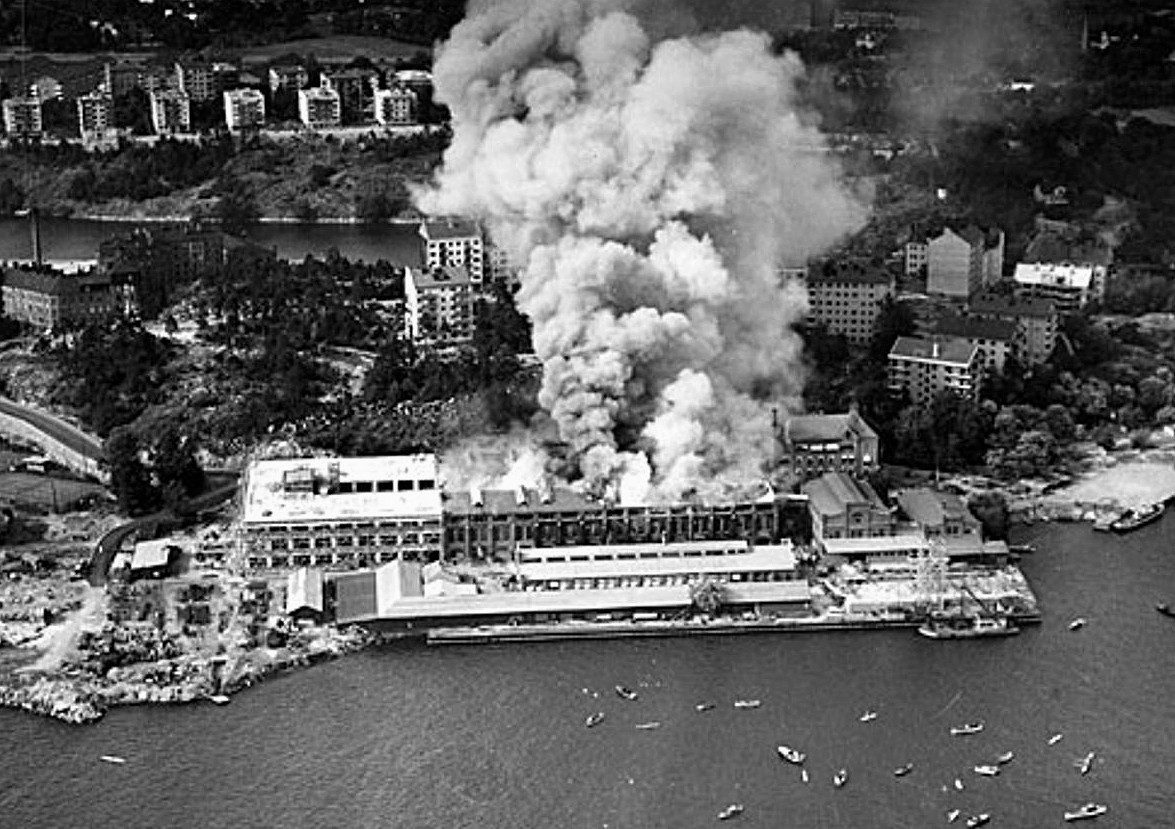
Elektrolux huvudfabrik på Lilla Essingen brinner, 4 juli 1936.

Branden på Electrolux ägde rum den 4 juli 1936 i Elektrolux fabrik på Lilla Essingen i Stockholm. Beträffande skadorna betecknades den vid sin tid som en av Sveriges största industribränder.

## Historik

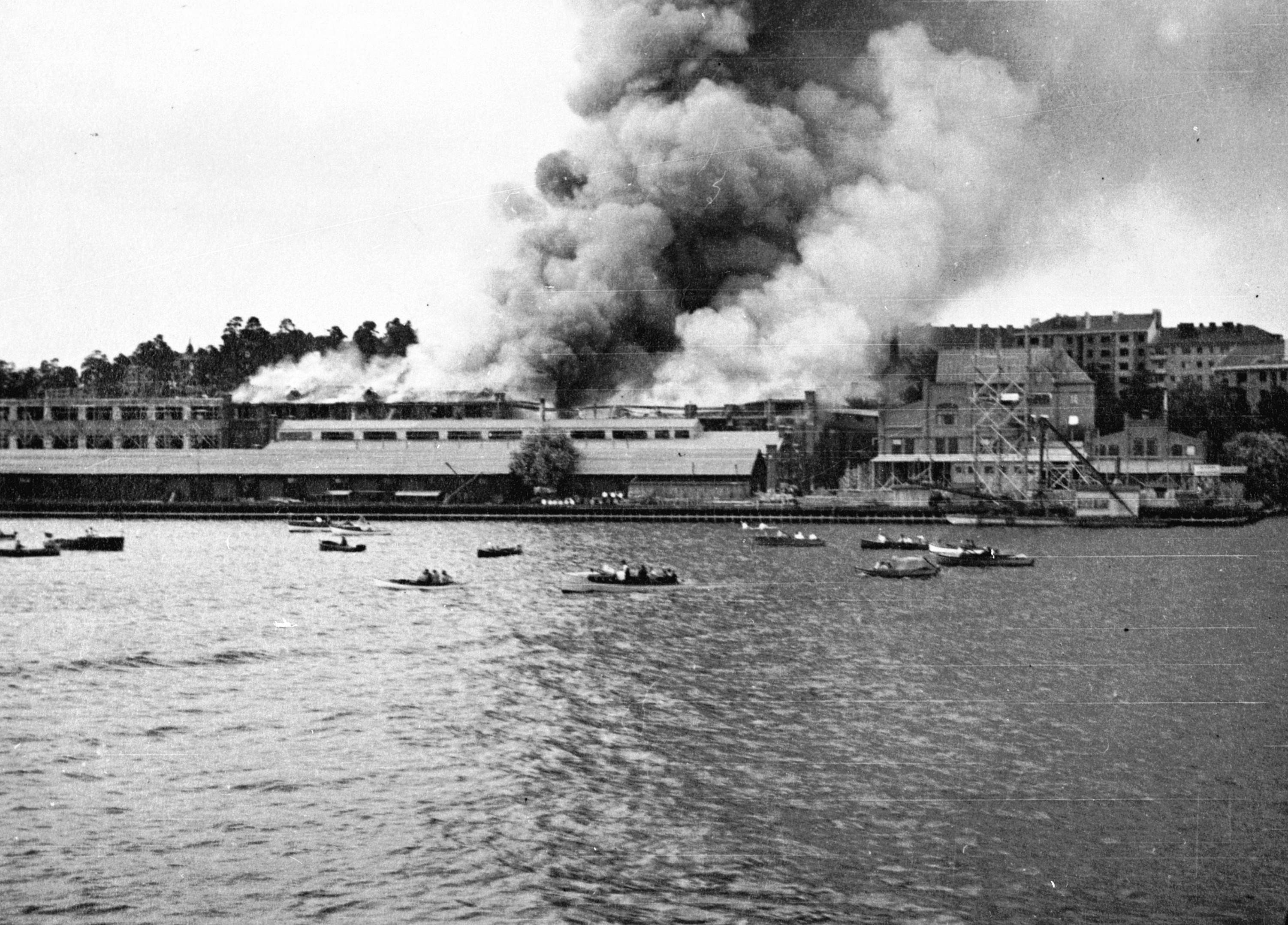
Branden sedd från Mälaren.

Lördagen den 4 juli 1936 klockan 15:03 kom brandlarmet via telefon till Johannes brandstation. Elden hade kommit loss i Electrolux gamla huvudfabrik, en byggnad från 1900-talets början uppfört i tegel och med tre våningar. Fabrikens egen personal försökte förgäves släcka branden på egen hand och larmade slutligen.
Till brandplatsen skickades till en början brandmän från Kungsholmens och Liljeholmens brandstationer. Även sjömotorsprutan Phoenix utsändes. Vid deras ankomst hade eldsvådan redan blivit så stor att man var tvungen att tillkalla förstärkning. Totalt kom, förutom Kungsholmens och Liljeholmens stationer, även personal från Johannes, Katarina, Bromma och Östermalms brandstationer. Branden bekämpades nu av 45 man därav 15 man som var lediga men hade inkallats. Från sjösidan understöddes Phoenix även av sjömotorsprutan S:t Erik. 
På grund av pågående byggnadsarbeten och uppgrävda vägar inom fabriksområdet fördröjdes insatsen. Fabrikens egna brandposter gav inget vatten eftersom strömmen till det interna pumpsystemet var avstängd på grund av byggarbeten. Branden bekämpades därför med vatten från externa brandposter i bostadsområdet ovanför fabriken och från Mälaren. När släckvatten slutligen kom fram var hela övre våningen övertänd. Inom denna fabriksdel förvarades bland annat mycket brandfarliga sprithaltiga bakelitlösningar som användes vid tillverkningen av dammsugarmotorer. Rök och hetta gjorde att brandmännen tvingades till reträtt, kort därefter kollapsade träbjälklaget mellan våning 1 och 2.
Klockan 17:25 lyckades brandmännen att begränsa eldsvådan och förhindra spridning till omkringliggande verkstadsbyggnader och att den under uppförande nya fabriksdelen i väster skadades. Klockan 18:00 kunde de engagerade avdelningarna successivt återvända till sina stationer. Eftersläckning pågick till påföljande dag klockan 11:00. En polisutredning kunde inte fastställa brandorsaken. Ingen människa kom till skada men värden för omkring tre miljoner kronor förstördes. Fabriken var återuppbyggd efter två år.

## Bilder

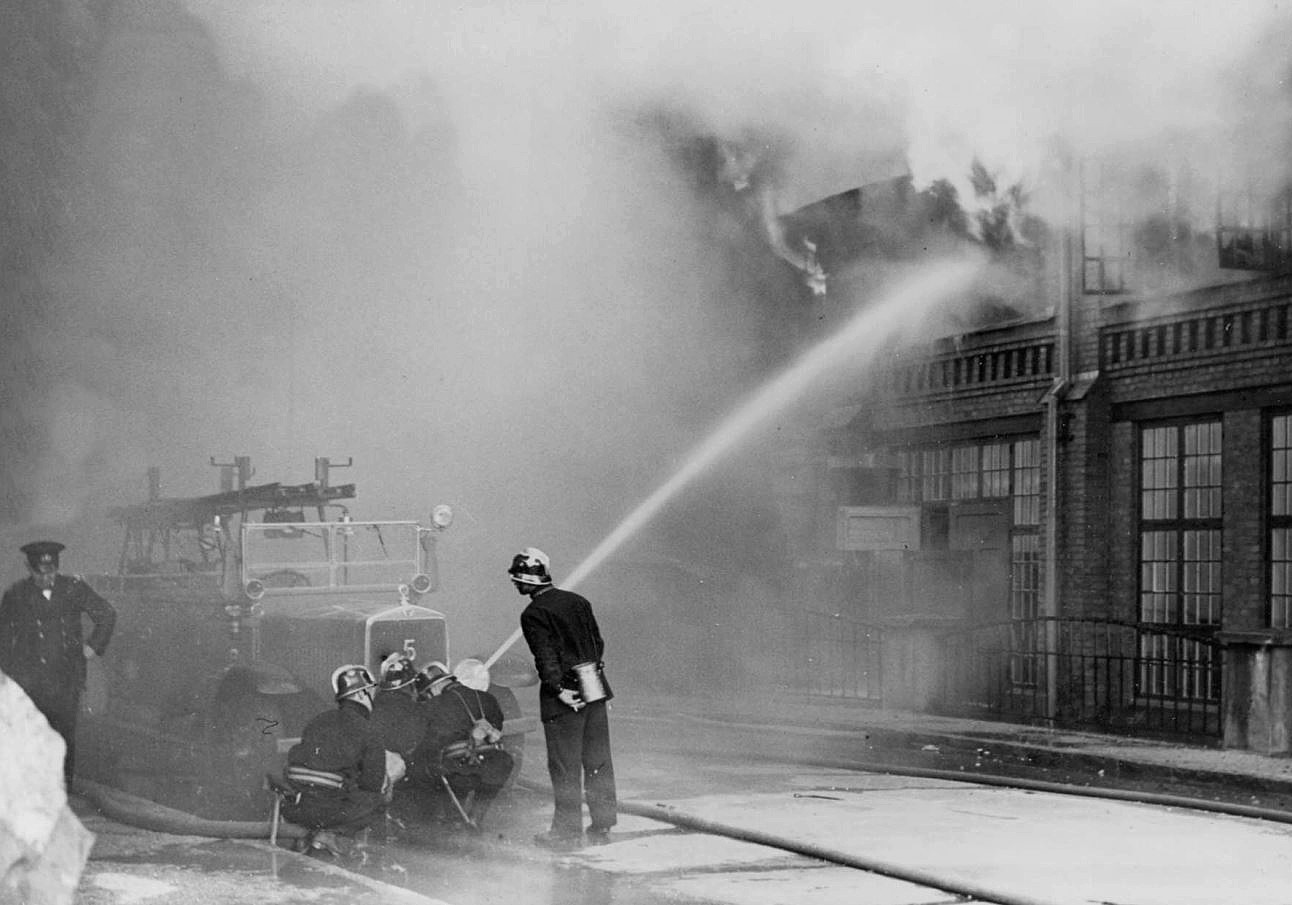
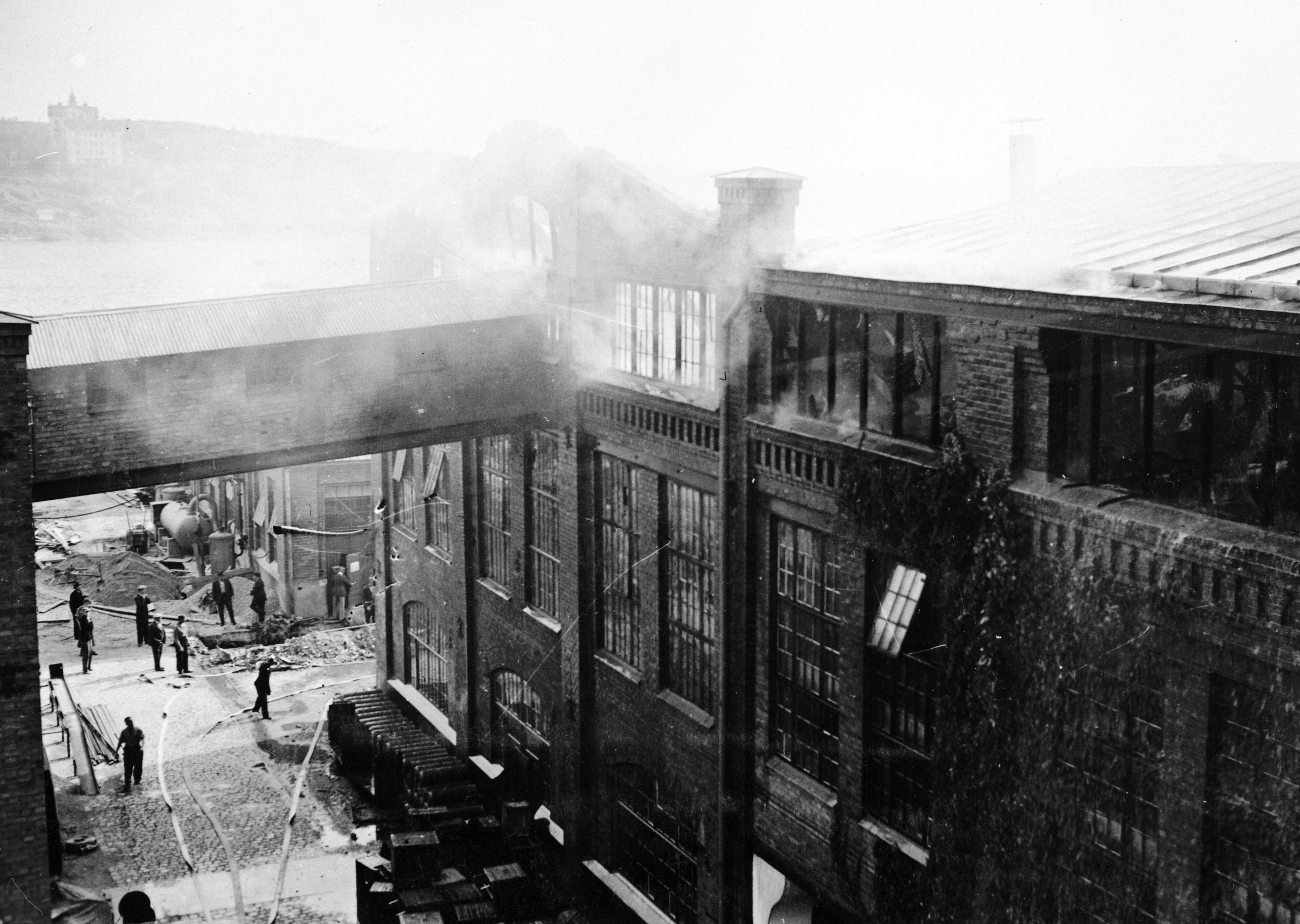
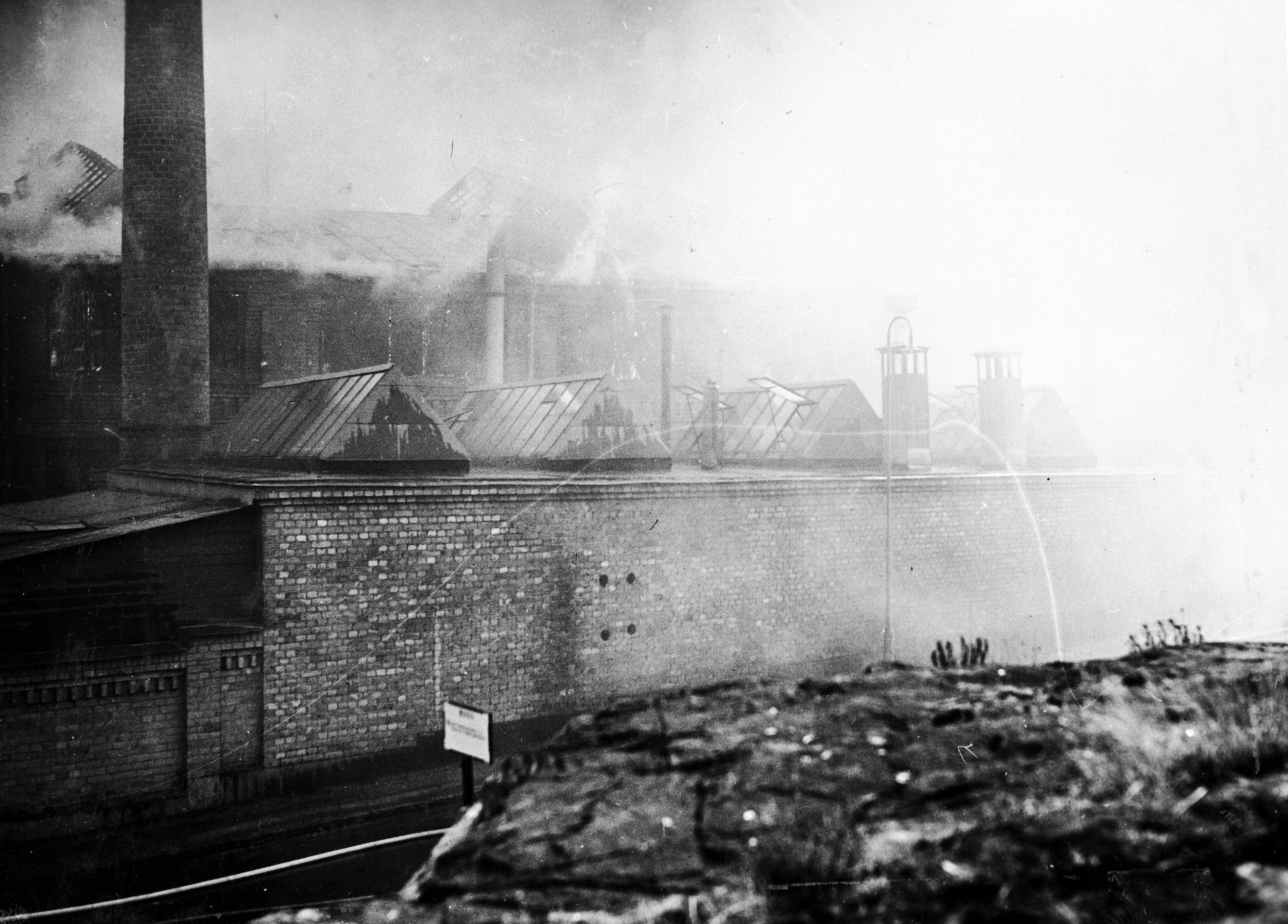
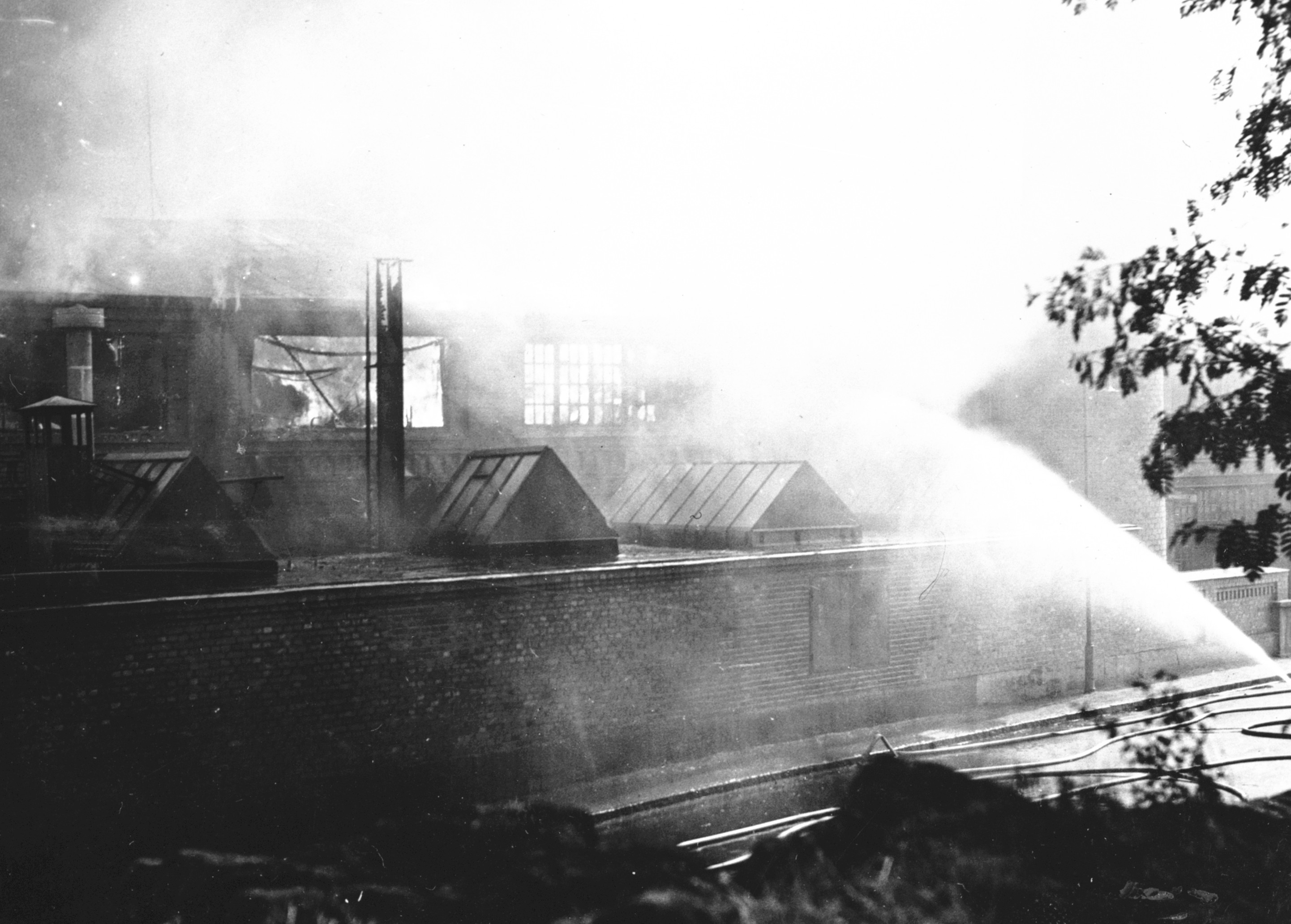